# Starzelbach
Der Starzelbach ist ein etwa 16 km langer rechter Zufluss der Amper in Oberbayern.

## Geographie

### Verlauf
Der Starzelbach entsteht aus mehreren Quellbächen im Bernrieder Wald auf dem Gebiet der Gemeinde Schöngeising 
am äußersten Endmoränenzug des würmeiszeitlichen Isar-Loisach-Gletschers. 
In unmittelbarer Nähe des Quellgebiets steht der 144 Meter hohe Fernmeldeturm Schöngeising, eine weithin sichtbare Landmarke. 
Der Starzelbach fließt zunächst nach Südosten und Osten, vorbei am Gut Rottenried (Gemeinde Gilching). Am Klingelberg durchbricht der Starzelbach die Ausläufer des äußersten würmeiszeitlichen Endmoränenzugs und fließt von nun an in nordöstliche Richtung durch ein von Süden kommendes eiszeitliches Abflusstal, das ab hier auch Starzelbachtal genannt wird.
Bei Alling werden auch die rißeiszeitlichen Endmoränenzüge durchstoßen, wobei sich das Starzelbachtal auf eine Breite von rund 700 Meter verengt.
Nördlich von Alling geht das Tal allmählich in die weite Münchner Schotterebene über. Der Starzelbach fließt nun durch Eichenau und biegt dann beim Gut Roggenstein (Gemeinde Emmering) in nordwestliche Richtung. Schließlich mündet er gegenüber von Esting, einem Stadtteil von Olching, in die Amper.

### Zuflüsse
Von der Quelle zur Mündung. Auswahl.
- Russengraben, von links und Westen etwas vor Alling
- Birkenmoosgraben, von links und Westen zwischen Alling und Eichenau an der B 2
- Schwarzer Graben, von links und Südwesten in Eichenau
- Tonwerkgraben, von links und Südwesten in Eichenau

## Charakter und Umgebung
Der Starzelbach, ursprünglich ein mäandernder Wiesen- und Moosbach, ist heute fast in seinem gesamten Verlauf begradigt und kanalisiert. Lediglich im Bernrieder Wald nahe seiner Quelle besteht er aus weitgehend natürlichen, teilweise nicht ständig wasserführenden, Gräben. In seinem Verlauf nimmt der Starzelbach das Wasser weiterer Gräben und Bäche auf, die von Westen her einmünden und das hügelige Moränengebiet südlich von Fürstenfeldbruck entwässern. In Alling und Eichenau ist der Starzelbach ortsbildprägend. In Eichenau wird er auf über 2 km beidseitig von Straßen begleitet und von zahlreichen Brücken und Stegen überquert. Eine Grund- und die Mittelschule in Eichenau sind nach dem Starzelbach benannt.
In der Umgebung des Starzelbachs gibt es zahlreiche historische Plätze wie keltische Viereckschanzen und mittelalterliche Burgställe, darunter der Burgstall Alling und der Burgstall Roggenstein.

Quellgebiet des Starzelbachs nahe dem Fernmeldeturm Schöngeising
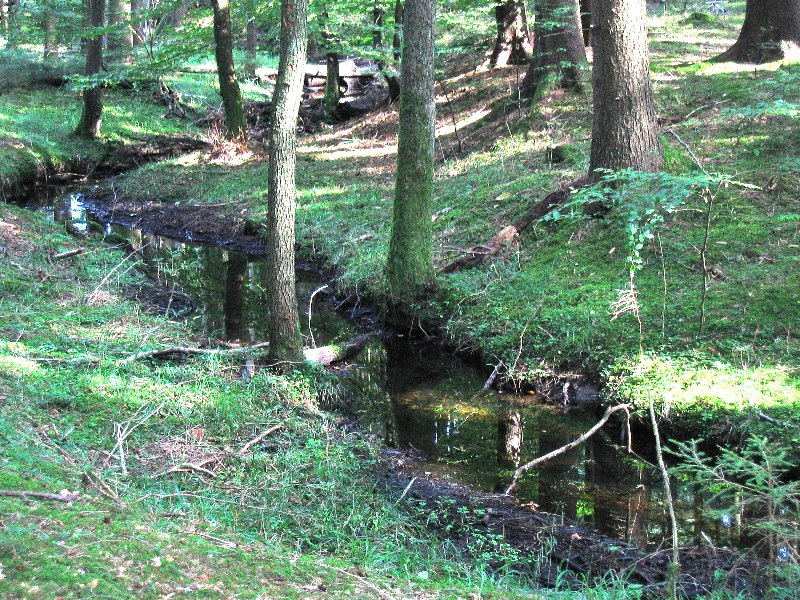
Starzelbach im Bernrieder Wald
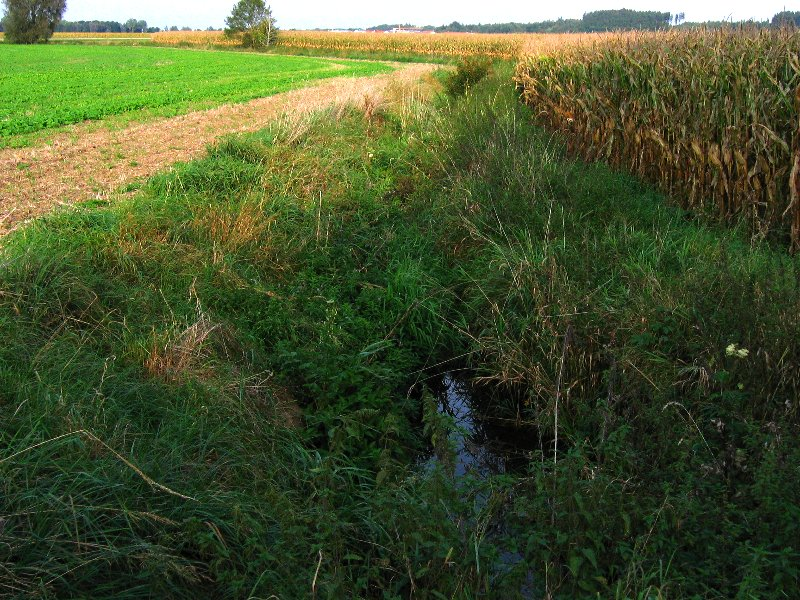
Starzelbach nördlich von Gilching
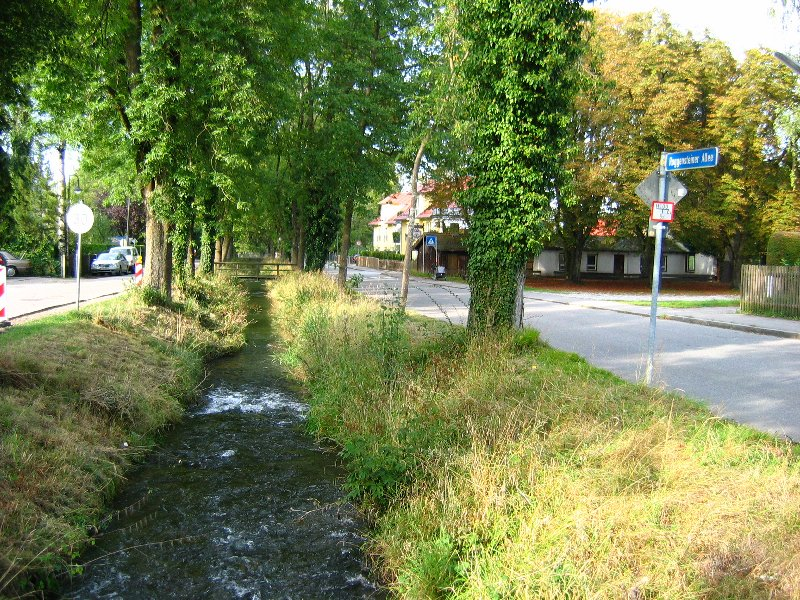
Starzelbach in Eichenau
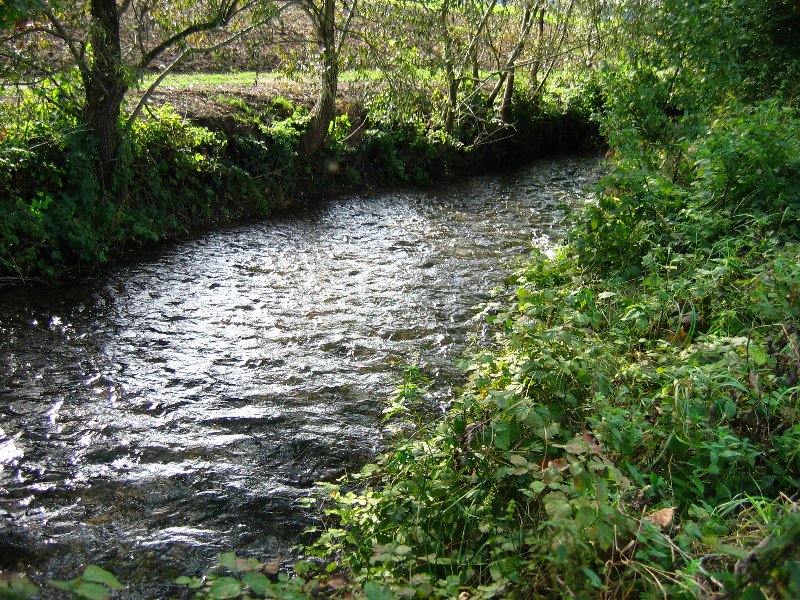
Starzelbach südlich von Olching
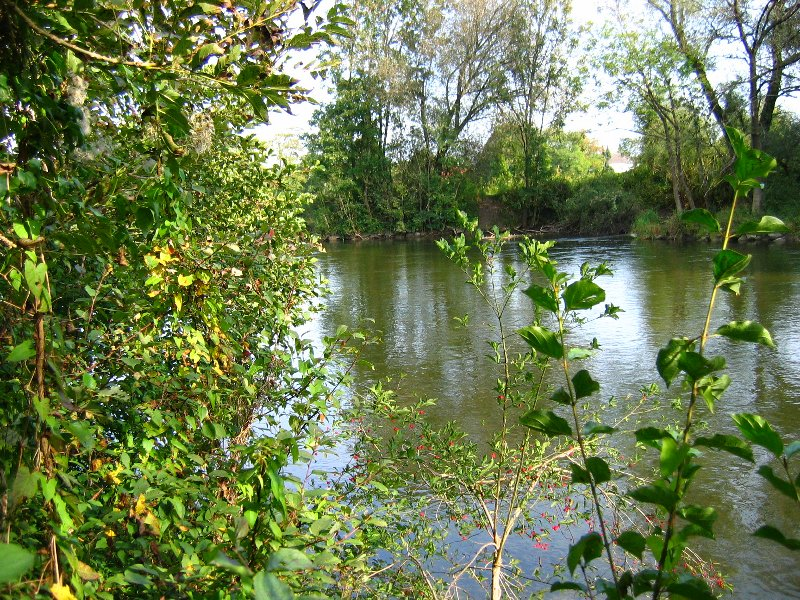
Amper bei der Mündung des Starzelbachs